# (36771) 2000 RD97
2000 أر دي 97 (ويعرف أيضًا باسم (36771) 2000 أر دي 97 وفق تسمية الكوكب الصغير) (بالإنجليزية: 2000 RD97)‏ هو كويكب ضمن حزام الكويكبات؛ وترتيبه 36771 من حيث الاكتشاف.
اكتُشف هذا الجُرم الفلكي بواسطة مرصد لويل للبحث عن الأجرام القريبة من الأرض في 5 سبتمبر 2000.

## وصلات خارجية
- (36771) 2000 RD97 في قاعدة بيانات مختبر الدفع النفاث لأجرام النظام الشمسي الصغيرة

- الاكتشاف · مخطط المدار ·  العناصر المدارية · المعلمات المادية

- (36771) 2000 RD97 على موقع ويكي سكاي: DSS2, SDSS, GALEX, IRAS, Hydrogen α, X-Ray, Astrophoto, Sky Map, Articles and images